# Pszenżyto

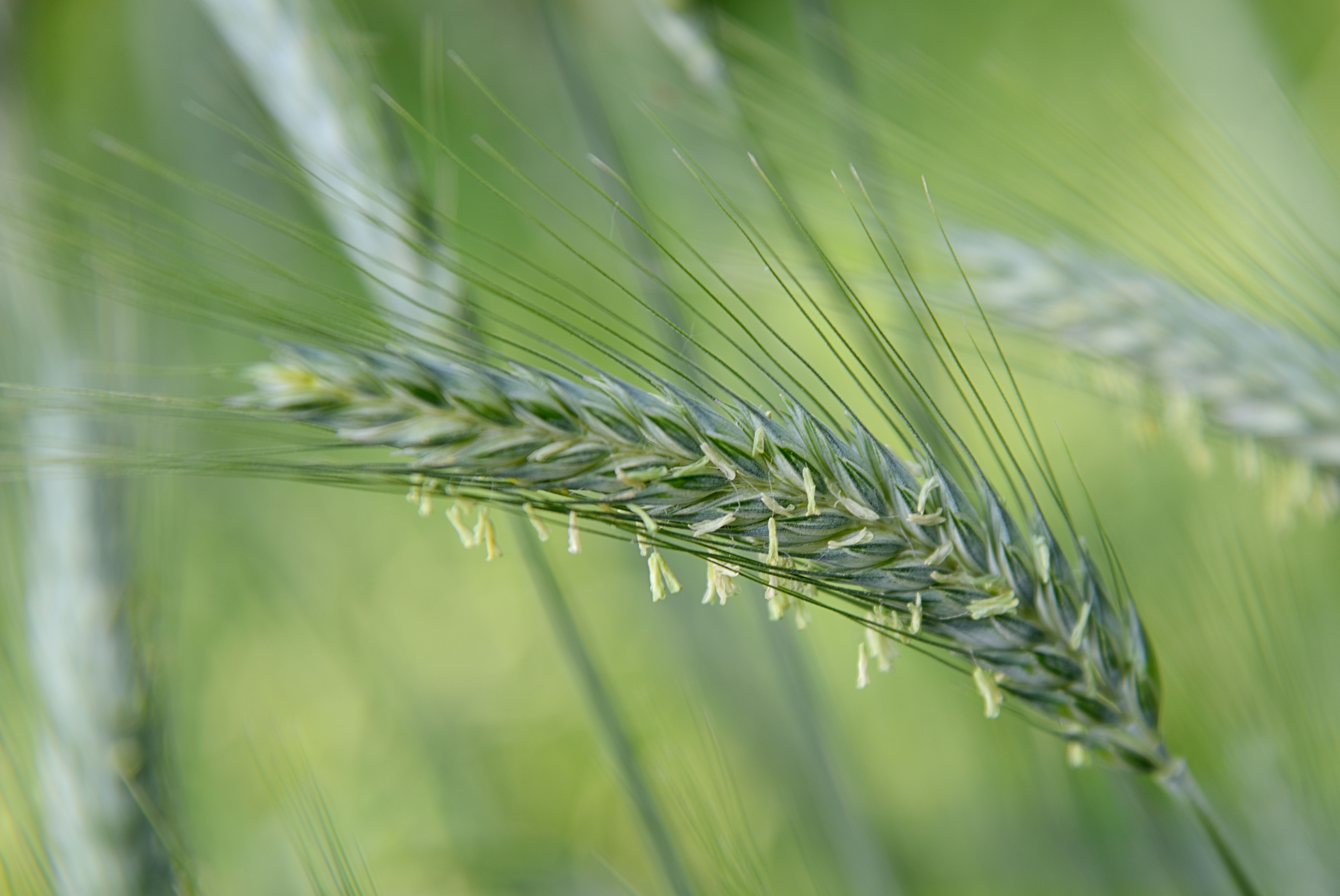
Kłos

Pszenżyto (×Triticosecale) – mieszaniec zbóż należący do rodziny wiechlinowatych. Niepłodne mieszańce pszenicy i żyta opisane zostały po raz pierwszy w 1875, w 1889 odkryty został płodny mieszaniec. Powstał prawdopodobnie w wyniku podwojenia liczby chromosomów w pierwotnym mieszańcu. Hodowla na większą skalę w różnych krajach rozpoczęła się w latach 50. XX wieku, a w latach 60. zaczęto wprowadzać do upraw odmiany komercyjne (najpierw w 1966 r. na Węgrzech). W Polsce pierwszą odmianę pszenżyta o nazwie ‘Lasko’ wyhodowano w 1982, i to ona jest obecnie najbardziej rozpowszechnioną w uprawie na świecie.

## Systematyka
Synonimy
×Triticale A. Müntzing
Pozycja w systemie Reveala (1993–1999)
Gromada okrytonasienne (Magnoliophyta Cronquist), podgromada Magnoliophytina Frohne & U. Jensen ex Reveal, klasa jednoliścienne (Liliopsida Brongn.), podklasa komelinowe (Commelinidae Takht.), nadrząd Juncanae Takht., rząd wiechlinowce (Poales Small), rodzina wiechlinowate (Poaceae (R. Br.) Barnh.), rodzaj pszenżyto (Triticosecale Wittm. ex A.Camus).

## Zastosowanie
- Roślina uprawna: obecnie powierzchnia uprawy tego zboża w świecie to około 3,5 mln ha, w tym w Polsce około 1,2 mln ha, czyli ¹∕₃ ogółu upraw światowych (powierzchniowo), a 0,5 mln ha na Białorusi, gdzie jest szeroko uprawiane od 2005. W uprawie występują formy jare i ozime tego gatunku.
- Ziarno paszowe – (patrz roślina paszowa) ze względu na wysoką zawartość białka może służyć jako pasza dla bydła, trzody chlewnej, owiec i ptactwa, a także ze względu na mniejszą zawartość substancji antyżywieniowych niż żyto i mniejsze wymagania pokarmowe niż pszenica.
- Ziarno chlebowe – obecnie są odmiany, których ziarno zawiera białka glutenowe i ich mąkę, także całoziarnową, wykorzystuje się do wypieku chleba na drożdżach, więc bez zakwaszania, czego wymaga mąka żytnia i mieszana.

## Uprawa
Pszenżyto ozime jest zbożem, które jest dość wrażliwe na terminy wysiewu. Ponieważ krzewi się przede wszystkim jesienią, zachowanie optymalnych terminów siewu pszenżyta ozimego ma fundamentalne znaczenie dla uzyskania wysokiego plonu. Optymalne terminy siewu pszenżyta przypadają we wschodniej części Polski pomiędzy 5 i 20 września, w Polsce centralnej w okolicach 15-25 września, a na zachodzie Polski od 20 września, nawet do 10 października.

## Produkcja

### Polska

Produkcja pszenżyta w Polsce w latach 1988-2018

Według danych Organizacji Narodów Zjednoczonych do spraw Wyżywienia i Rolnictwa (FAO) pszenżyto w 2018 roku w Polsce uprawiano na powierzchni 1 mln 288 tys. hektarów, z czego uzyskano 4 mln 86 tys. ton produktu, czyli 3,2 tony z hektara.
| Rok  | Powierzchnia [ha] | Zbiory [t] | Plon [dt/ha] |
| ---- | ----------------- | ---------- | ------------ |
| 2008 | 1 333 460         | 4 459 610  | 33,444       |
| 2009 | 1 465 000         | 5 234 000  | 35,727       |
| 2010 | 1 324 754         | 4 575 809  | 34,541       |
| 2011 | 1 269 258         | 4 235 328  | 33,369       |
| 2012 | 991 797           | 3 349 225  | 33,769       |
| 2013 | 1 176 700         | 4 273 027  | 36,314       |
| 2014 | 1 306 025         | 5 246 647  | 40,173       |
| 2015 | 1 516 168         | 5 339 437  | 35,217       |
| 2016 | 1 373 529         | 5 102 445  | 37,148       |
| 2017 | 1 352 013         | 5 312 061  | 39,290       |
| 2018 | 1 287 969         | 4 085 669  | 31,722       |

### Świat

Produkcja pszenżyta na świecie w 2018 r.

Udział procentowy państw w produkcji pszenżyta (2018)

Największym producentem na świecie jest Polska; FAO podaje, że w 2018 roku odpowiadała ona za niemal 32% produkcji na Ziemi. Razem z Niemcami (15%) i Francją (11%) odpowiadała za ponad połowę światowej produkcji, która w 2018 roku uprawiana była na powierzchni 3 mln 809 tys. ha. Zbiory wyniosły około 12,8 mln ton, a średni plon na świecie wyniósł 3,9 t/ha; największy w Chile (6,2 t/ha), a najmniejszy w Australii (1,6 t/ha).
| Miejsce | Kraj      | Ilość (w tys. ton) |
| ------- | --------- | ------------------ |
| 1       | Polska    | 4086               |
| 2       | Niemcy    | 1936               |
| 3       | Francja   | 1382               |
| 4       | Białoruś  | 1015               |
| 5       | Chiny     | 774                |
| 6       | Hiszpania | 649                |
| 7       | Rosja     | 401                |
| 8       | Rumunia   | 337                |
| 9       | Węgry     | 330                |
| 10      | Austria   | 279                |
|         | Świat     | 12 802,591         |